# Schwabach gen. Schwabecher
Die Familie von Schwabach gen. Schwabecher, benannt nach dem Dorf Schwabach (heute: Schwobacher Hof, Gemeinde Waldsolms, Lahn-Dill-Kreis, Hessen), ist ihrem Ursprung nach ein wetterau-nassauisches Adelsgeschlecht mit dem gleichnamigen Stammhaus im östlichen Hintertaunus in Hessen.

## Herkunft und Geschichte

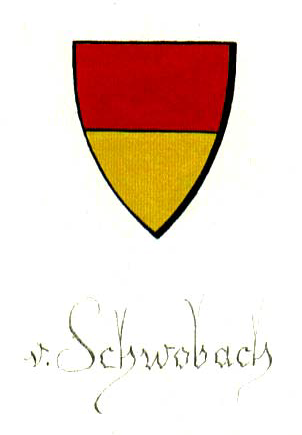
Stammwappen der Herren von Schwabach gen. Schwabecher

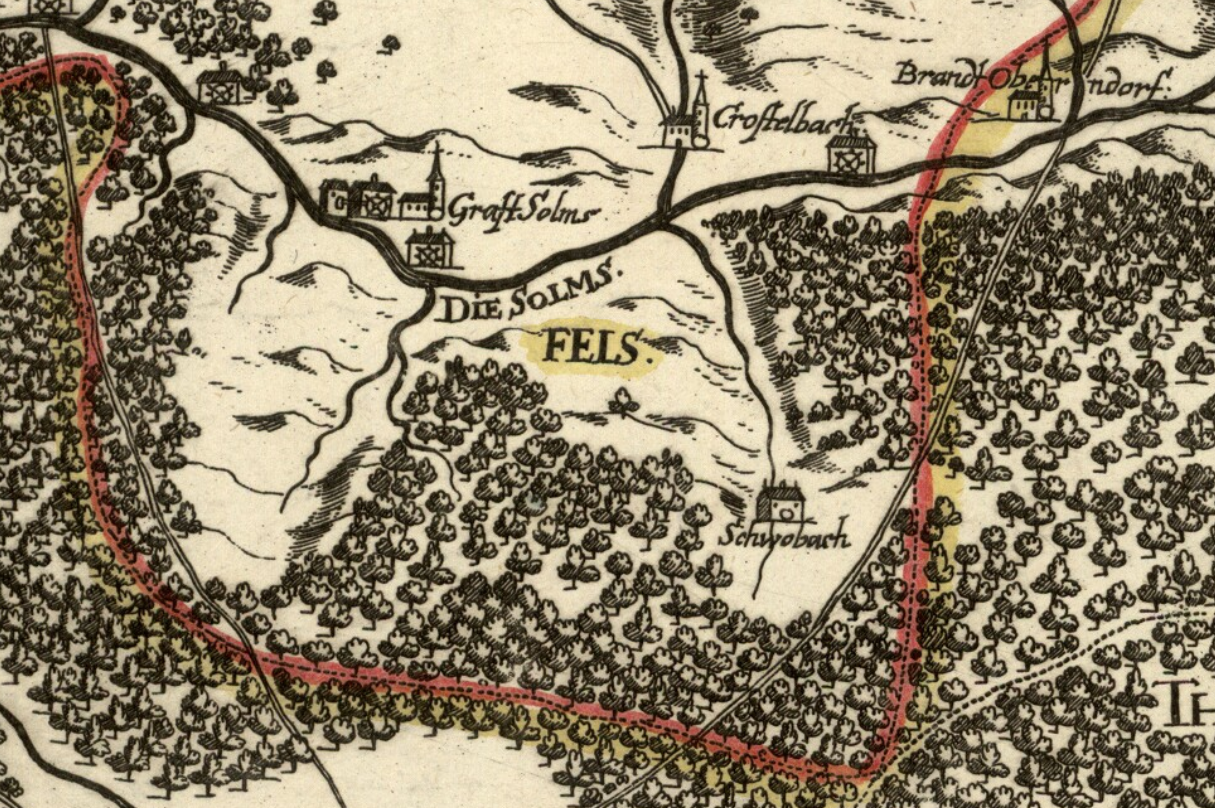
Hofgut Schwabach (Schwobacher Hof) an der Grenze zwischen der Grafschaft Solms und Wetterau

### Ersterwähnung
Zum ersten Mal wird die Familie unter diesem Namen mit dem Mainzer Ministerialen und Burgmann auf der Burg Scharfenstein Erwin von Schwabach (Eberwinus de Suabach) im Jahre 1227 urkundlich erwähnt. Als Sigfrid II. Erzbischof von Mainz am 22. September 1227 die von seinem Vorgänger Ruthard dem Kloster St. Alban gemachte Schenkung von Gütern zu Eltville und Steinheim bestätigt, erscheint Erwin von Schwabach auf dem ersten Platz in der Zeugenreihe unter den Mainzer Burgmannen auf der Burg Scharfenstein. Weitere Zeugen sind als alte und bedeutende Mainzer Ministerialengeschlechter aus den Mainzer Urkundenbüchern gut bekannt. Es sind Mainzer Ministerialen Rupertus comes hirsutus, Fridericus de Kelberowa camerarius Maguntinus, Embercho comes Reni et vicedominus, Wernherus frater suus, Eberhardus de Turri, Meingotus, Cunradus Magnus, Helfricus, Embricho filius Didonis und die mainzer Bugmannen auf Scharfenstein Theodericus, Mengotus et Hertwicus milites de Scarpenstein und Stephen de Walteggen.

Erwin von Schwabach (geb. 1185–1227) hatte drei Söhne. Ritter Kraft von Schwabach (1251–1279) war Burgmann der Grafen von Nassau auf Weilburg und seine Brüder Ritter Erwin von Schwabach (1274–1289) und Dominus und Ritter Heinrich von Schwabach gen. von Griedelbach (1250–1275) waren Burgmänner der Grafen von Diez auf Alt-Weilnau.

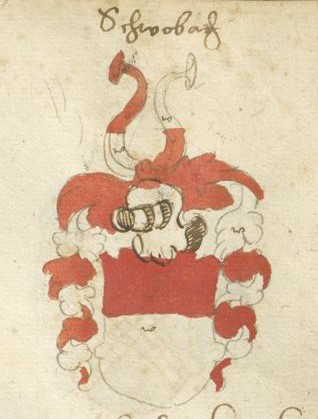
Wappen einer Seitenlinie der Herren von Schwabach gen. Schwabecher

Bis 1574 standen die Nachkommen Erwins von Schwabach (geb. 1185–1227) und seiner Söhne in Diensten der Grafen von Nassau, von Diez-Weilnau, von Solms, von Hanau sowie der Herren von Merenberg und von Eppstein. Sie stellten die Burgmannschaft auf den Burgen Scharfenstein, Weilburg, Alt-Weilnau, Braunfels, Idstein, Saarbrücken, Cleeberg sowie Gleiberg und Kalsmuth. 

### Bürger
Mehrere Mitglieder der Familie waren Bürger der Reichsstädte Wetzlar und Frankfurt, Nonnen und Äbtissinnen in verschiedenen nassauischen Klöstern, sowie Mitglieder der Frankfurter Patriziergesellschaften „Zum Frauenstein“ und “Zum Laderam”. Die Familie verfügte jahrhundertelang über die Kirchenpatronate in Schwabach, Kröffelbach und Groß-Rechtenbach. 

### Schreibweisen

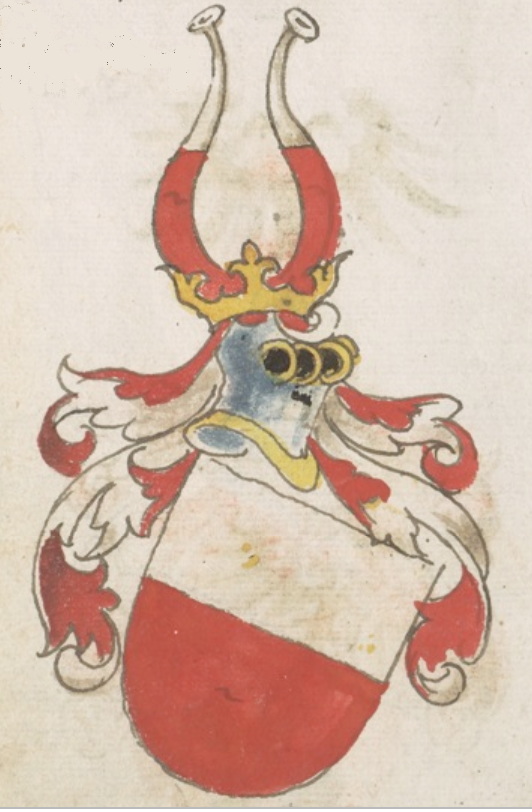
Wappen einer Seitenlinie der Herren von Schwabach gen. Schwabecher

Seit 1227 werden mehrere Schreibweisen des Familiennamens zum Teil gleichzeitig verwendet. Neben dem klassischen von Schwabach/von Schwobach schreiben sich die Familienmitglieder auch als de Suapach, von Swabach, von Swapbach, von Swobach, von Schwappach, genannt von Schwabach, genannt Schwabecher etc. Seit der Mitte des 15. Jh. erscheint der Familienname öfters ohne die Präposition „von“ oder mit der Ableitung auf –er, also Schwa(o)bach oder Schwa(o)becher. Auch hier variieren die Schreibweisen: Schwabe(ä/a)cher, Schwobe(ä/a)cher. 

Nach der Auswanderung der Familie im Jahre 1766 nach Russland etablierte sich der Familienname Schwabecher.

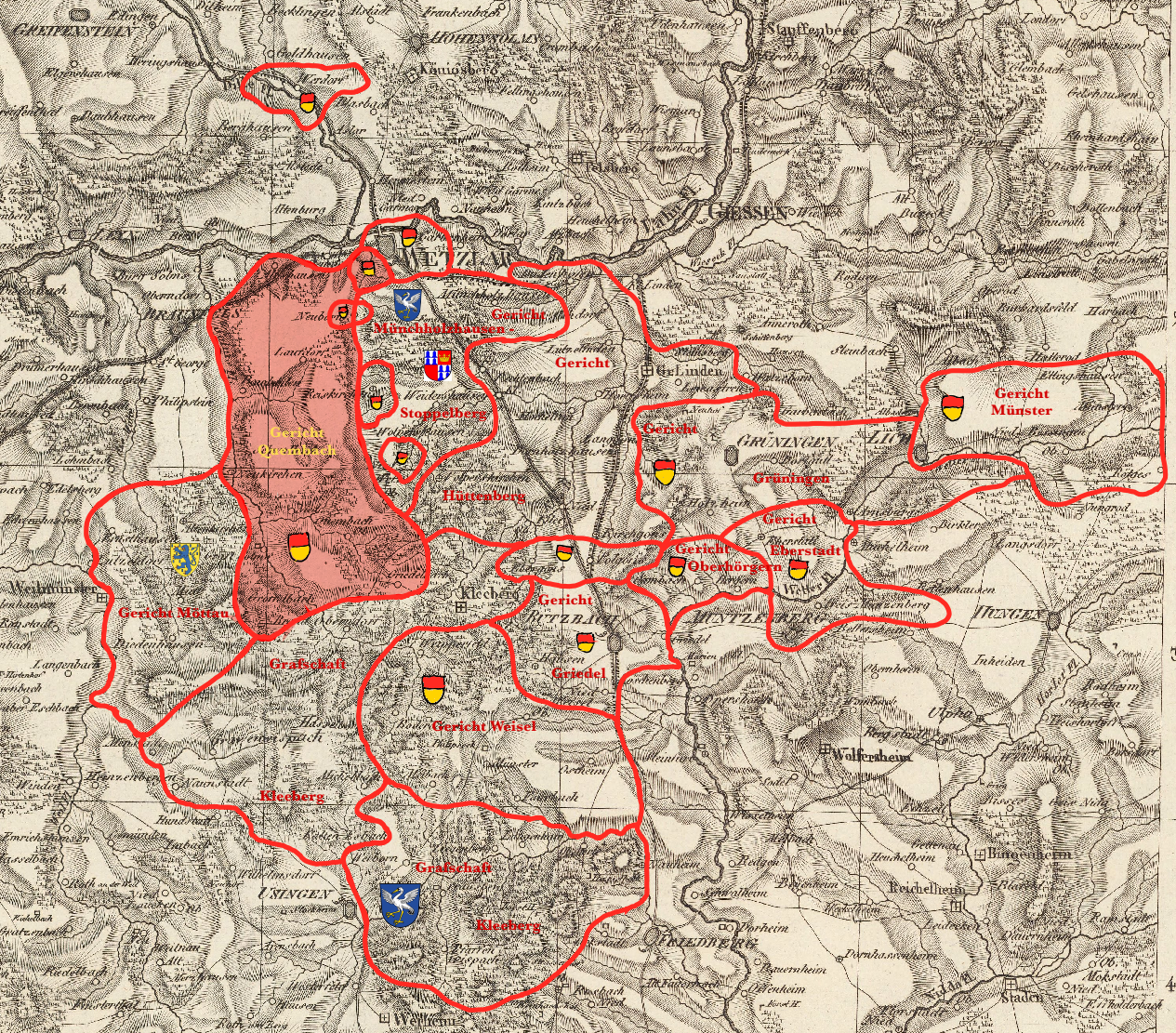
Das Quembacher Gericht sowie weitere Reichsgerichte im östlichen Hintertaunus mit ihren Herren

### Verwandtschaft mit von Hagen
Die Familie war bis zum Anfang des 14. Jahrhunderts im Besitz der reichsunmittelbaren Herrschaft, „Quembacher Gericht“, die mit Grafenrechten ausgestattet war. Miteigentümer des Reichsgerichtes war die bedeutende Reichsministerialenfamilie von Hagen-Münzenberg, die über weitere, unmittelbar am Quembacher Gericht grenzende Reichsgerichte verfügt hat und in direkter Nachbarschaft beheimatet war. 
Beide Familien führen auch das gleiche Stammwappen, bestehend aus einem quergeteilten rot-goldenen Schild. Der gemeinsame Besitz im bedeutenden reichsunmittelbaren Gericht und ein gleiches Stammwappen führen nach einer umfassenden Analyse der Quellen und Landesgeschichte zur Annahme, dass beide Familien des gleichen Stammes sein müssen. 
Erwin von Schwabach (geb. ca. 1185 – 1227) war mit hoher Wahrscheinlichkeit der Sohn des Dominus, Rupert von Hagen ((geb. 1146) 1151–1211), Burggraf auf Burg Hagen, und Enkelsohn von Konrad II. von Hagen-Arnsburg, kaiserlicher Ministeriale (1138–1152).

### Quembach
Vermutlich im Jahre 1180 erhielt Rupert von Hagen vom Reich das Quembacher Gericht und teilte die Einkünfte daraus mit seinem Bruder Kuno I. von Münzenberg. 
Im südlichen Teil des Quembacher Gerichtes baute sich die Familie einen neuen Stammsitz, das Hofgut Schwabach, oder Schwobacher Hof, und nannte sich danach. Anfang des 14. Jh. verkauften die Herren von Schwabach das Quembacher Gericht an die Grafen von Solms. Wenige Jahre nach dem Kauf verpfändeten die Grafen von Solms die Dörfer des Quembacher Gerichtes an die Herren von Schwabach. Diese schlossen kurz daraufhin eine Ganerbschaft mit den Herren von Schwalbach, setzten einen Amtmann auf und bauten vor den Augen der Dynasten und Grafen eine eigene territorialgeschlossene Herrschaft auf. 
Im Jahre 1413 erwarben die Herren von Schwabach einen Anteil an der Burg Cleeberg mitsamt den zugehörigen Gerichten von Gottfried von Eppstein und weiteten somit ihre Herrschaft aus. Zu der Herrschaft „Quembacher Gericht“ gehörten folgende Ortschaften mit Gerichts- und Grafenrechten: Oberwetz, Niederwetz, Oberquembach, Niederquembach, Kröffelbach, Griedelbach, Mailbach, Schwalbach, Kraftsolms, Immenhausen, Hain und Schwabach, ein Teil der Burg Cleeberg, Eschbach, Pardebach, Holgberg und Wernborn. 

Wegen der territorialen Bestrebungen der Herren von Schwabach und von Schwalbach kam es bereits im Jahre 1384 zu Streitigkeiten mit den Grafen von Solms, die in einer fast 40-jährigen Fehde (Quembacher Fehde) mündeten. Im Jahr 1429 entsagen zuerst die Herren von Schwabach allen ihren Pfandschaftsrechten am Quembacher Gericht. Die Herren von Schwalbach können sich zunächst weiterhin behaupten, entsagen aber im Jahre 1462 im Vertrag zu Oberndorf ebenfalls allen ihren Ansprüchen und werden zu Burgmannen in Braunfels aufgenommen.

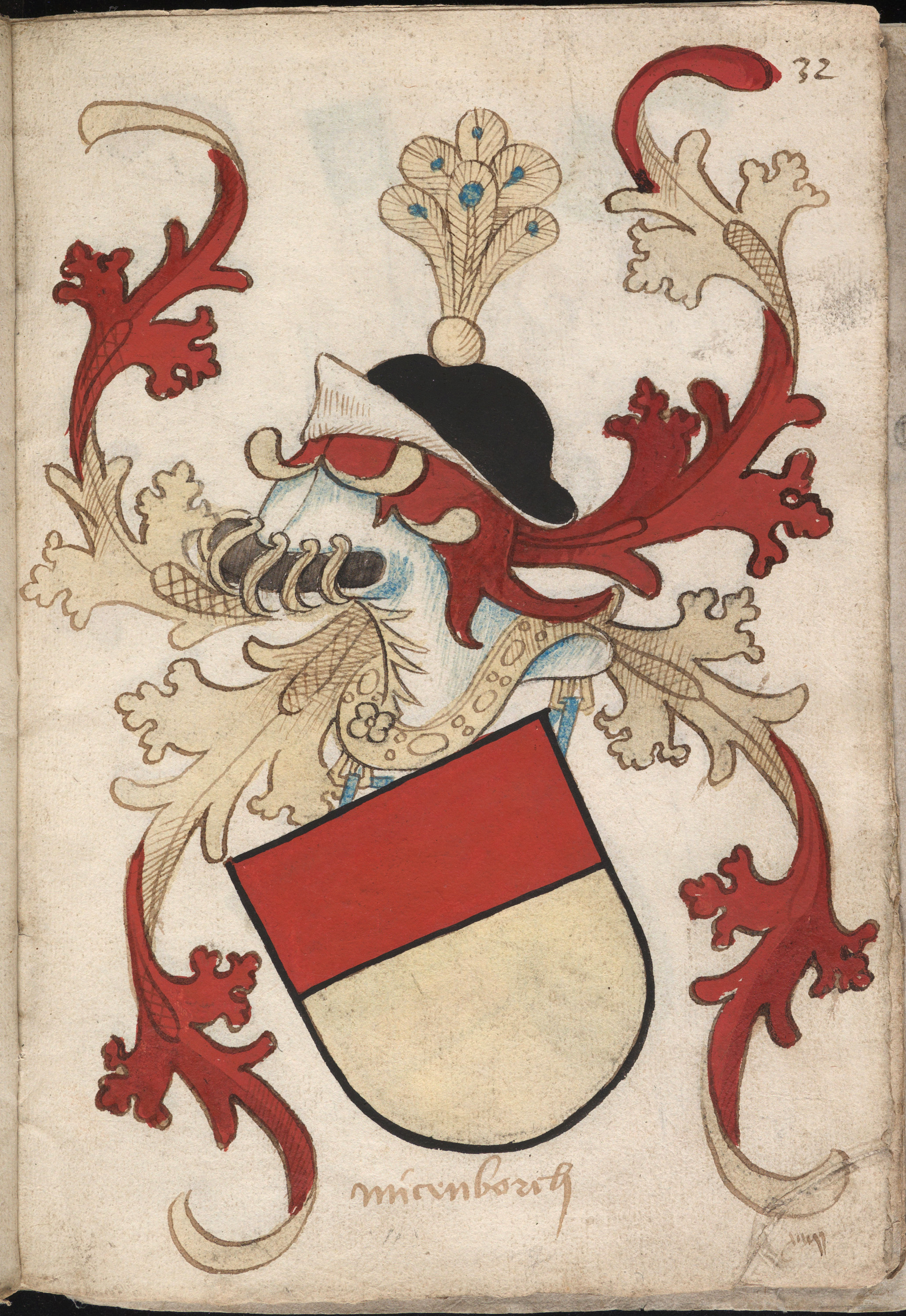
Stammwappen der Herren von Hagen-Arnsburg-Münzenberg

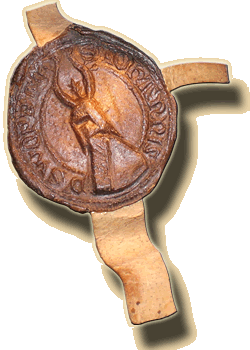
Siegel von Johann von Schwabach gen. Aneselo, Bürger zu Wetzlar, 1376

Mit der Niederlage in der „Quembacher Fehde“ verschlechterte sich die wirtschaftliche Grundlage der Herren von Schwabach enorm und die Familie erlebte einen schnellen wirtschaftlichen und sozialen Abstieg. Vergleichbare Entwicklung war im 15./16 Jahrhunderten ein häufiges Phänomen beim Nassauischen Adel. Der Schwobacher Hof blieb als Stammsitz der Familie bis in das Jahr 1518 im Familienbesitz. Nach dem Tode Philipps von Schwabach (1485–1511) im Jahre 1511, hat sein jüngerer Bruder Melchior Schwabach (1509–1527) das Familienerbe nicht angetreten. 
Fast der gesamte Besitz der Familie wurde an Philipp von Schönborn, der mit Philipps Tochter Elisabeth von Schwabach verheiratet war, vererbt. 1518 wurde der Schwobacher Hof vom Grafen Eberhard von Eppstein-Königstein an die Grafen von Solms für 700 Gulden verkauft. Melchiors Sohn Johann (Henne) von Schwabach zu Brandoberndorf (1543–1589) war ein Besitzer des Wetzlarer Stiftshofes in Langgöns. Seine Söhne und Nachkommen lebten als Bauern im nassauischen Brandoberndorf sowie im solmsischen Griedelbach. 

### Wolgadeutsche
Johann Peter Schwabacher zu Griedelbach (1721–1769) folgte mit seiner Familie dem Ruf der russischen Zarin Katharina II. der Großen und wanderte im Jahre 1766 nach Russland an die Wolga aus, wo seine Nachkommen im Dorf Näb (heute Rjasanowka, Marxowski rajon) bis 1941 gelebt und Landwirtschaft betrieben haben. Nach dem Ausbruch des Zweiten Weltkrieges wurde die gesamte Familie enteignet und nach Sibirien und Zentralasien deportiert. Kurz darauf wurden alle Erwachsene in den Orten der Zwangsumsiedlung verhaftet und in den Arbeitslagern des Gulags interniert. Diejenigen, die die Arbeitslager überlebt haben und nach mehreren Jahren Haft entlassen worden sind, mussten bis 1956 in den Sondersiedlungen unter strenger Kontrolle des Inlandsgeheimdienstes leben. In den 1920er und 1990er Jahren kehrten mehrere Zweige der Familie nach Deutschland zurück. Ein Zweig der Familie wanderte 1911 in die USA aus, wo deren Nachkommen noch heute in Kalifornien leben. Einige Zweige leben weiterhin in Russland.

## Wappen

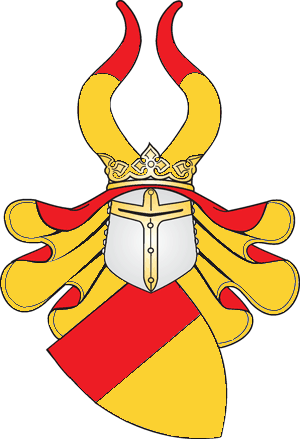
Stammwappen der Herren von Schwabach gen. Schwabecher

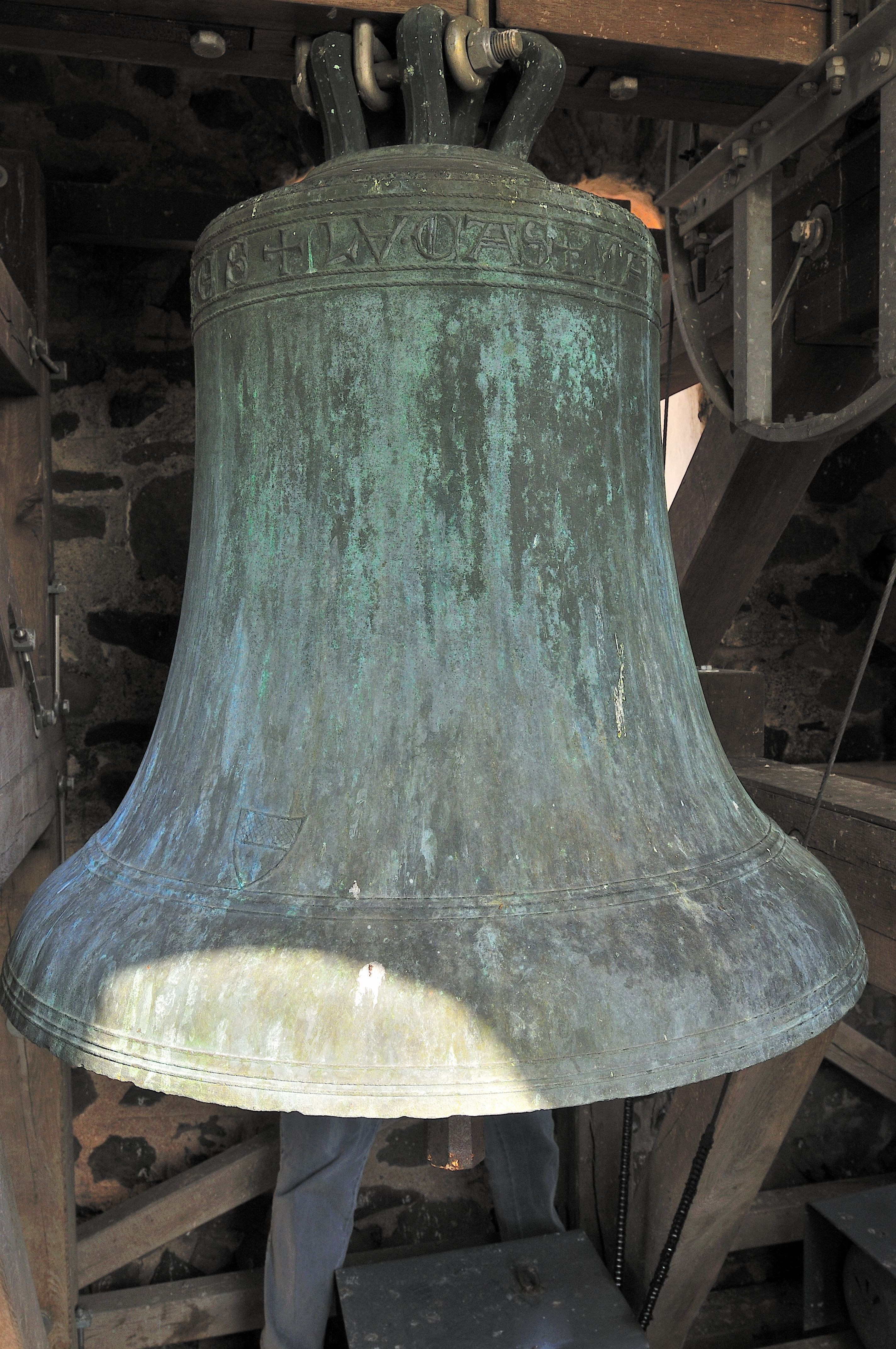
Das Wappen der Herren von Schwabach gen. Schwabecher auf der Glocke in der Kirche in Trais-Münzenberg

Das Stammwappen besteht aus einem von Rot und Gold geteilten Schild. Die Teilungslinie war im 13. und 14. Jahrhunderten oft so hochgezogen, dass man das Wappen als goldener Schild mit rotem Schildhaupt blasoniert. Auf dem Helm befinden sich mit rot-goldener Decke eine Adelskrone und zwei von Rot und Gold geteilte Büffelhörner.
Das Wappen erscheint zum ersten Mal als Siegel Erwins von Schwabach gen. Obenloch (1316–1343) im Jahre 1316. Im Laufe der Geschichte wurden an dem Wappen nur zwei Veränderungen vorgenommen, die sich allerdings nicht durchsetzen konnten. Im 14. Jh. verwendeten die Gebrüder Kraft von Schwabach gen. Sadilbaum (1369–1416) und Johann von Schwabach gen. Aneselo (1376–1402) eine Pflanze zwischen den beiden Büffelhörnern. Anfang des 15. Jh. nutzte Friedrich von Schwabach (1398–1416) im geteilten Schild einen nach rechts gewendeten Löwen (wahrscheinlich der Nassauer Löwe).
Ein gleiches Stammwappen führten die Reichsministerialen von Hagen-Arnsburg-Münzenberg, die mit den Herren von Schwabach gen. Schwabecher über gemeinsamen Besitz im Quembacher Gericht verfügt haben und vermutlich des gleichen Stammes waren.
Einige Zweige der Familie führten ein vom Stammwappen farblich abweichendes Wappen: Rot/Silber oder Silber/Rot.
Die Evangelische Kirche in Trais-Münzenberg aus dem 12. Jh. beherbergt in der Glockenstube zwei Glocken. Die ältere Glocke aus dem Ende des 14. Jh. trägt in gotischen Majuskeln die Namen der vier Evangelisten und auf dem Wolm die vier Wappen der Familien Vogt von Treis, von Muschenheim, Rost von Treis und von Schwabach.

## Dr. Conrad von Schwappach in Frankfurt
Ende des 15., Anfang des 16. Jahrhunderts erscheint in Frankfurt und dessen Umgebung parallel zu den Herren von Schwabach gen. Schwabecher ein Dr. Conrad von Schwappach (v. Schwabbach), Procurator des kaiserlichen Kammergerichts zu Worms. Er entstammte jedoch der baden-württembergischen Familie von Schwabbach und ist mit dem wetterau-nassauischen Adelsgeschlecht von Schwabach gen. Schwabecher nicht zu verwechseln. Diese Familie führt auch ein anderes Wappen.

In diesem Zusammenhang soll auch auf einen interessanten Irrtum eingegangen werden. Kraft von Schwabach d. J. gen. zur Alten Waage (1395–1436) und sein Sohn Kraft von Schwabach gen. zur Alten Waage (1450–1491), beide Bürger der Reichsstadt Frankfurt, waren Mitglieder der Frankfurter Patriziergesellschaft „Zum Frauenstein“. Im Frankfurter Institut für Stadtgeschichte befindet sich ein Frauensteiner Wappenbuch, wo auch das Wappen der Herren von Schwabach gen. Schwabecher abgebildet ist. In der Tat steht dort über dem Wappen der Name Kraft von Schwobach mit der Jahreszahl 1460, doch es ist das falsche Wappen. Es handelt sich um das Wappen der baden-württembergischen Familie von Schwabbach, die im gleichen Zeitraum in Frankfurt gelebt hat. Das Originalwappenbuch wurde durch einen Brand vernichtet und einige Zeit später nachgemalt. Dabei kam es zur Verwechselung der Wappen. 

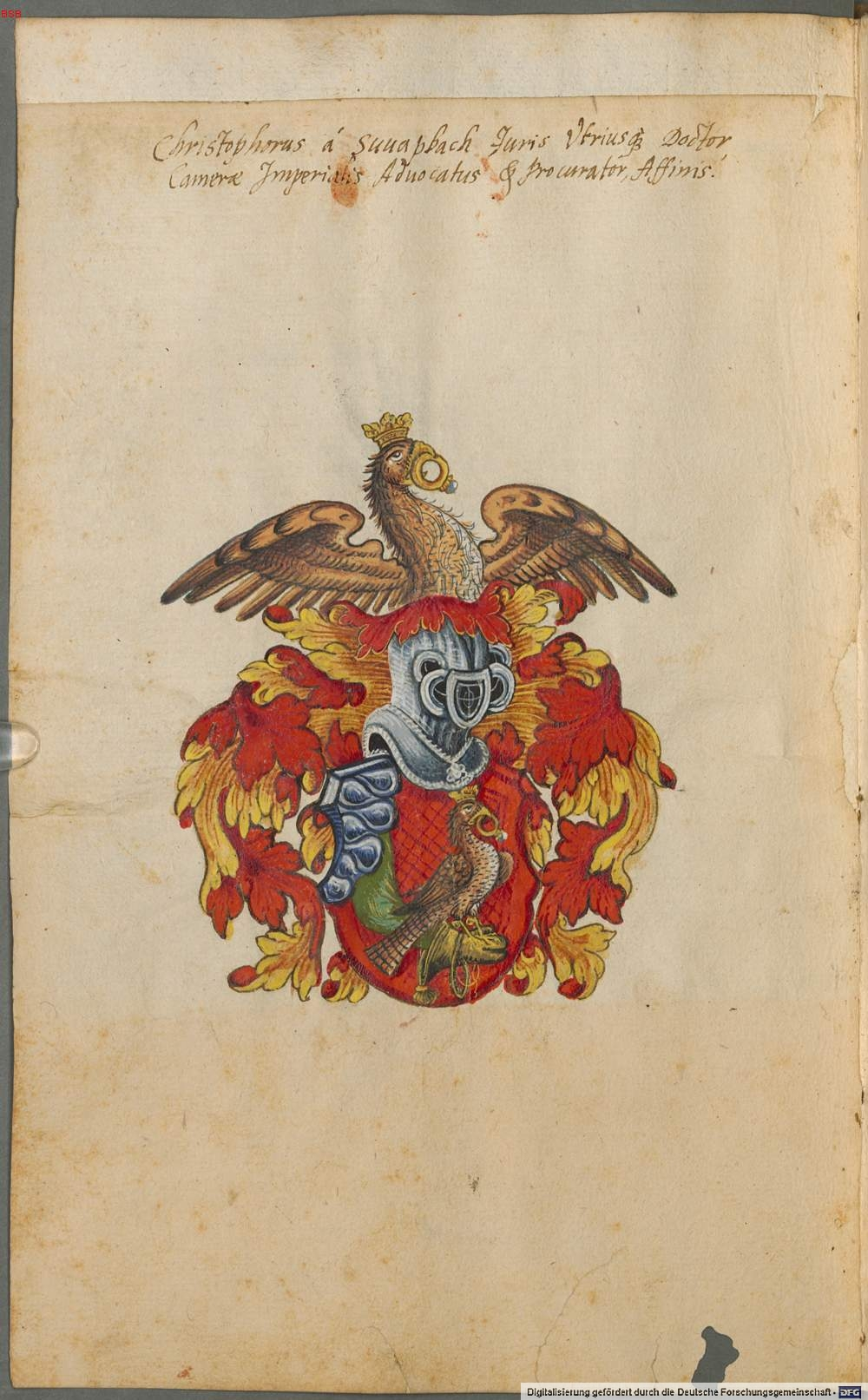
Wappen von Schwappach (Weinsberg)
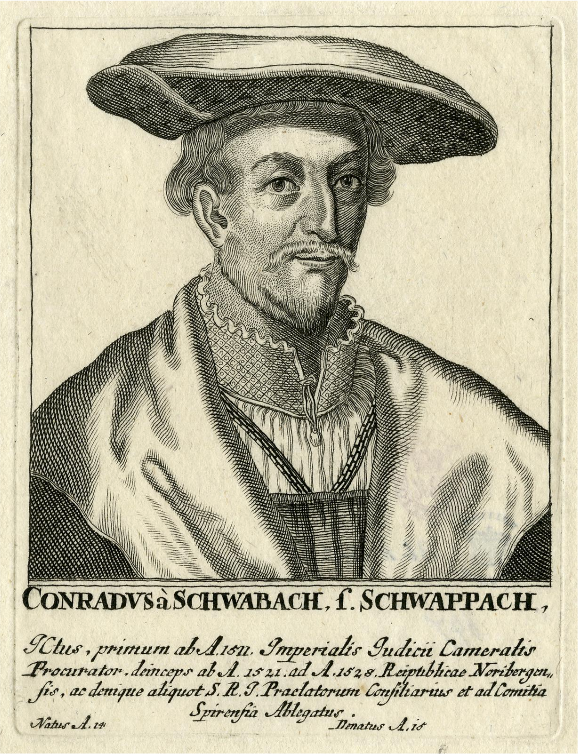
Dr. Conrad von Schwappach
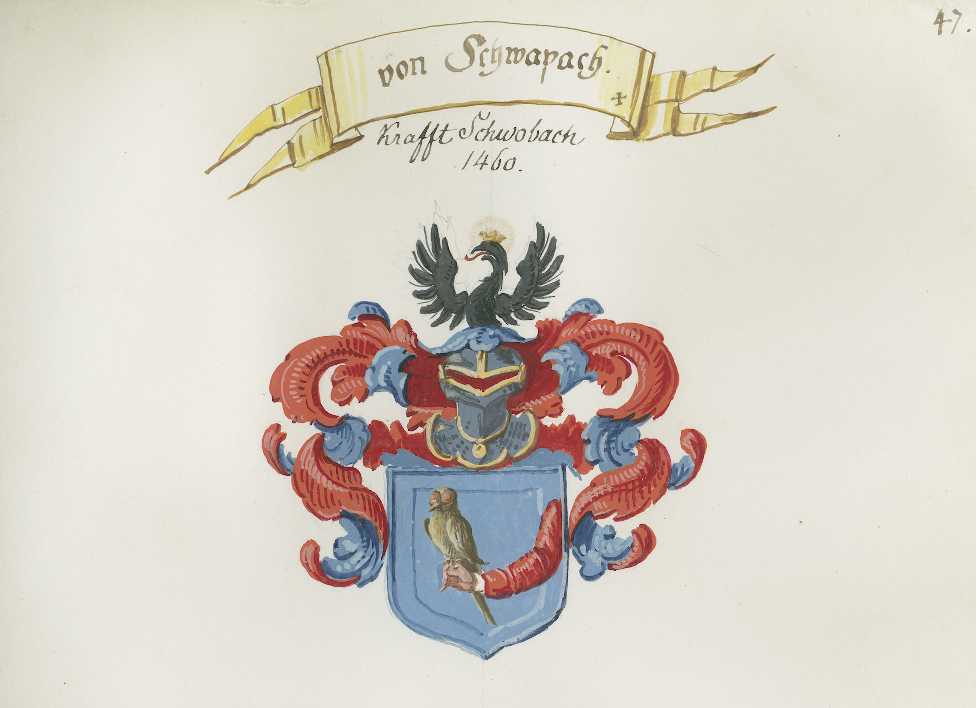
Falsches Wappen des Kraft von Schwabach gen. zur Alten Waage (Wappenbuch der Gesellschaft Zum Frauenstein)
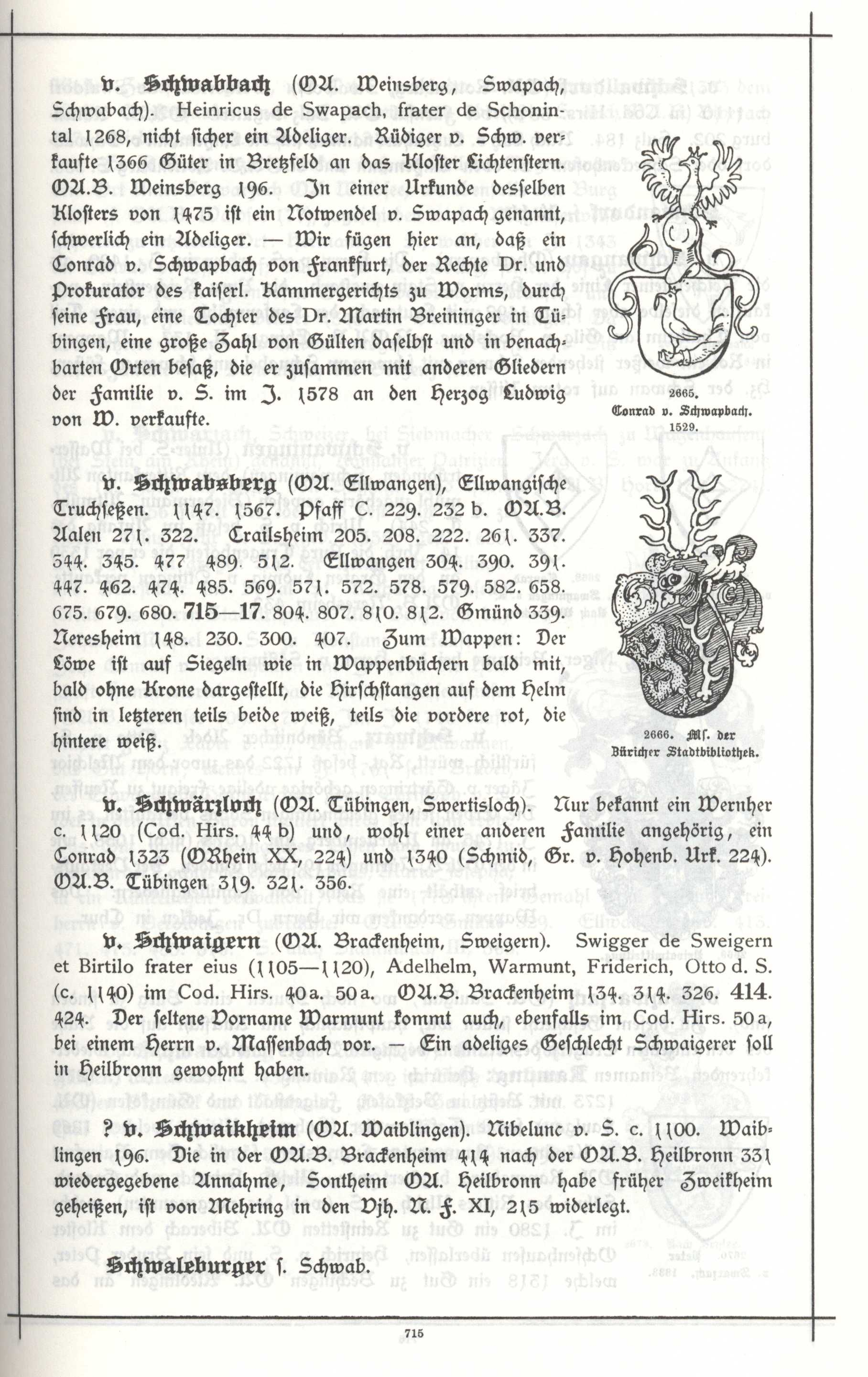
Familie von Schwabbach (Weinsberg, Baden-Württemberg)